# 世界人口

1800年至2100年的世界人口变化图，来源于联合国在2010年的预计 （红、橙、绿） 和 美国人口调查局的数据 （黑）。根据最高的预测结果，世界人口将在2100年达到160亿，而根据最低的结果，这一数字仅为60亿人。

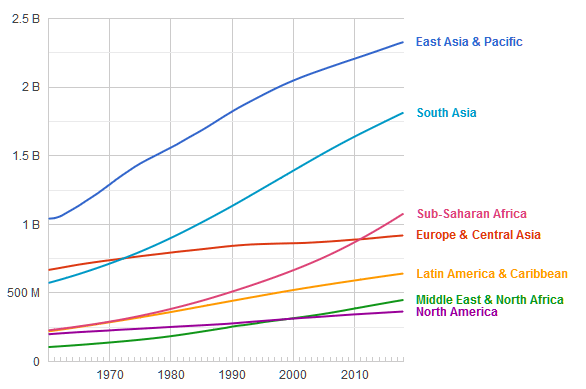
由Google根据世界银行提供的数据生成 的人口增长图

在世界人口學中，世界人口是地球上人口數量的總和。2024年4月29日，世界人口突破81億人。世界人口自14世纪50年代的黑死病和欧洲大饥荒时期结束后开始迅速增长，当时世界约有3.7亿人。战争等因素使增长速度时快时慢。第二次世界大战结束后，从1950年代起，导致人口成長放缓的因素（如战争和饥荒）减少，世界人口增长速率明显加快——每年超过1.8%。这状态持续到1970年代。1963年世界人口增長了2.2%，达到了历史峰值。随后随着经济发展，人们的生育观改变，人口增长率逐渐开始下降。2011年，世界人口增长率约为1.1%。2022年11月15日，世界人口达80亿。当前的预计都显示世界人口将在未来数十年持续增长，但出生率下降等因素甚难估计，无法得出具体数值，仅得出2050年世界人口可能约在75亿至105亿间，取决于出生率下降速度。长远看来，估计2050年至2150年左右世界人口将停止增长并缓慢下降。于此同时，一些分析也担忧人口增长能否持续。

## 综合概况
在2024年，全球人口总数已超过81亿。北半球陆地较多，世界90%人口都生活在北半球。全球人口男女性别比约为1.04，即每1.04男对1女，男性略多于女性 。
全世界约有17.8%人口在15岁以下，65.3%人口介于15岁至64岁间，13.5%人口处于65岁以上。全球人类平均预期寿命为67.07岁。其中女性69岁，男性65岁。全球人口识字率为96.4%。
2019年世界生产总值为87.75万亿美元。人均11,033美元。全世界大约有7.36亿人处于“极端贫穷”的状态，即每天生活费低于1.25美元。大约4.62亿人营养不良。2021年1月时，全世界大约有46.6亿互联网用户，约占世界总人口的65.6%。
汉族是世界上人口最多的民族，占世界16%人口。其次是孟加拉族，约占世界人口2.8%。世界上最多人使用的母语是中文漢語，全世界有16.47%的人口在使用；其次是西班牙语（4.85%），随后是英语（4.83%）、阿拉伯语（3.25%）和印地语（2.68%）。世界上最多人口信仰的宗教是基督教，约占有31.35%的人口；其次是伊斯兰教，占有24.43%；第三是佛教，约占有13.78%。 在2005年，全世界有16%的人没有宗教信仰。

### 各大洲人口
长期以来，亚洲一直是全世界人口最多的大洲。目前有大约42亿人居住在亚洲，占世界人口比例超过60%。全世界人口最多的两个国家：中国与印度，拥有全球37%的人口。非洲是世界第二多人口的大洲，约有十亿人，占全世界人口15%；欧洲有7.33亿人，占世界人口11%；拉丁美洲约有6亿人，占世界人口9%；以美国和加拿大为主的北美洲有3.52亿人，占全世界5%人口；大洋洲人口最少，只有约3,500万人，占全世界人口0.5%。位于地球最南端的南极洲没有任何常住人口，仅有极少数在当地考察科学的科研与探险人员在南极科学考察站短期居住。

### 各大洲人口表（2024年）
| 大洲名称 | 人口密度 （每平方公里） | 人口        | 人口最多的国家    | 人口最多的城市                          |
| -------- | ----------------------- | ----------- | ----------------- | --------------------------------------- |
| 亚洲     | 155.4                   | 48亿        | 14亿 – 印度       | 3191万 – 重庆市 （9600万 – 成渝都市圈） |
| 非洲     | 51.8                    | 15亿        | 2.28亿 – 奈及利亞 | 1312万 – 拉哥斯                         |
| 欧洲     | 33.7                    | 7.47亿      | 1.46亿 – 俄羅斯   | 1600万 – 伊斯坦堡                       |
| 北美洲   | 29.7                    | 3.85亿      | 3.37亿 – 美国     | 2251万 – 墨西哥城                       |
| 南美洲   | 25.1                    | 4.38亿      | 2.12亿 – 巴西     | 2281万 – 聖保羅                         |
| 大洋洲   | 5.5                     | 4,600万     | 2,700万 –         | 532万 – 墨尔本                          |
| 南极洲   | ~0                      | 1,100~5,000 | N/A               | 1,258– 麥克默多站                       |

## 人口历史

### 人口
根据现代分析，人类在大约公元前七万年遭遇了种群瓶颈。起因可能是印尼苏门达腊岛北部的多峇湖大型火山爆发造成的巨灾所影响。从那时起，世界总人口长期停滞在一百万左右，大家都通过狩猎采集为生，而这种生存方法使得人口没有条件快速增长。这一状况一直持续到公元前一万一千年，人们开始发展农业为止。在此之前，世界人口从未超过1500万人。
当人们开始大规模发展农业后，世界人口增长速度有所加快。公元前8000年全世界有人口五百万人；公元1年全世界有大约两亿人，其中汉朝占有六千万人以上；而到公元2世纪，罗马帝国也拥有了六千万以上的人口。
然而，世界人口的增长又因为瘟疫、战争等影响而有所波动。以欧洲为例，查士丁尼大瘟疫使得八世纪欧洲的人口比公元541年减少了大约一半。随后欧洲的人口又有所增长，到1340年，欧洲大约有七千万人。14世纪主要发生在欧洲的黑死病又使得世界人口从1340年的大约4.5亿，减少到1400年大约3.5至3.75亿。欧洲随后花了约200年的时间来恢复到1340年时的人口水平。而另一个人口大国中国，由于改朝换代的原因，人口也经历了巨幅波动。根据估计，1393年中国大约有6,500万人，比1200年的1.23亿减少了约一半。主要是宋朝至元朝长期发生战争的原因。1368年明朝建立时中国的人口大约是6,000万人。到1644年明朝灭亡时，人口增长到约1.5亿。
英国的人口在1650年达到560万人。比1500年的260万有所增加。十六世纪欧洲掀起的殖民潮也为世界人口增长做出了贡献，因为殖民者往往会将殖民地较为先进的农作物（例如玉米、红薯）带到其它地区推广以增加粮食产量。
1500年的美洲（包括北美和南美）人口约有五千万至一亿人。哥伦布发现美洲大陆前的北美洲约有两百万至一千八百万人。然而，欧洲人却把一些当地土著从未遇到过的传染病也带到了北美，由于当地人还没有建立起这些疾病的免疫力，估计当时的北美原住民有90%是因为感染上传染病而死。

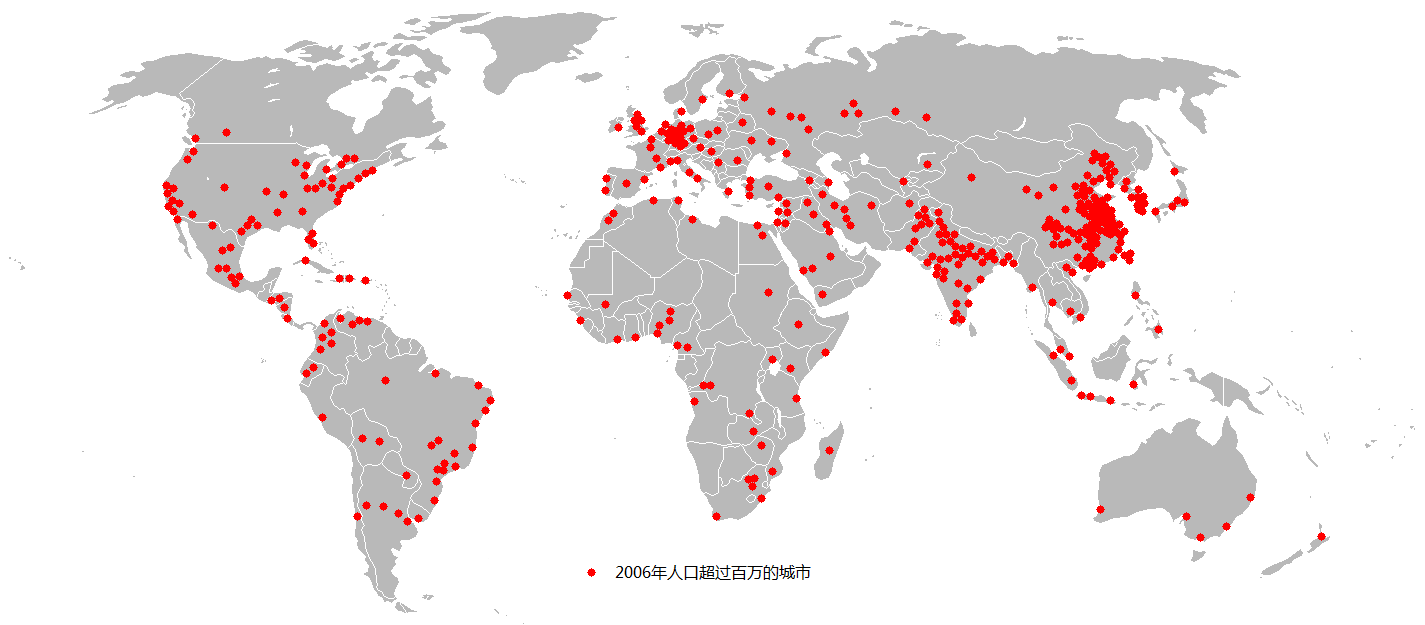
地图显示了2006年全世界所有超过一百万人口的居民点。1800年，仅有3%的人口生活在城市；2000年增加到47%；2010年增加到50.5%。2050年，这一数字会进一步升到70%。

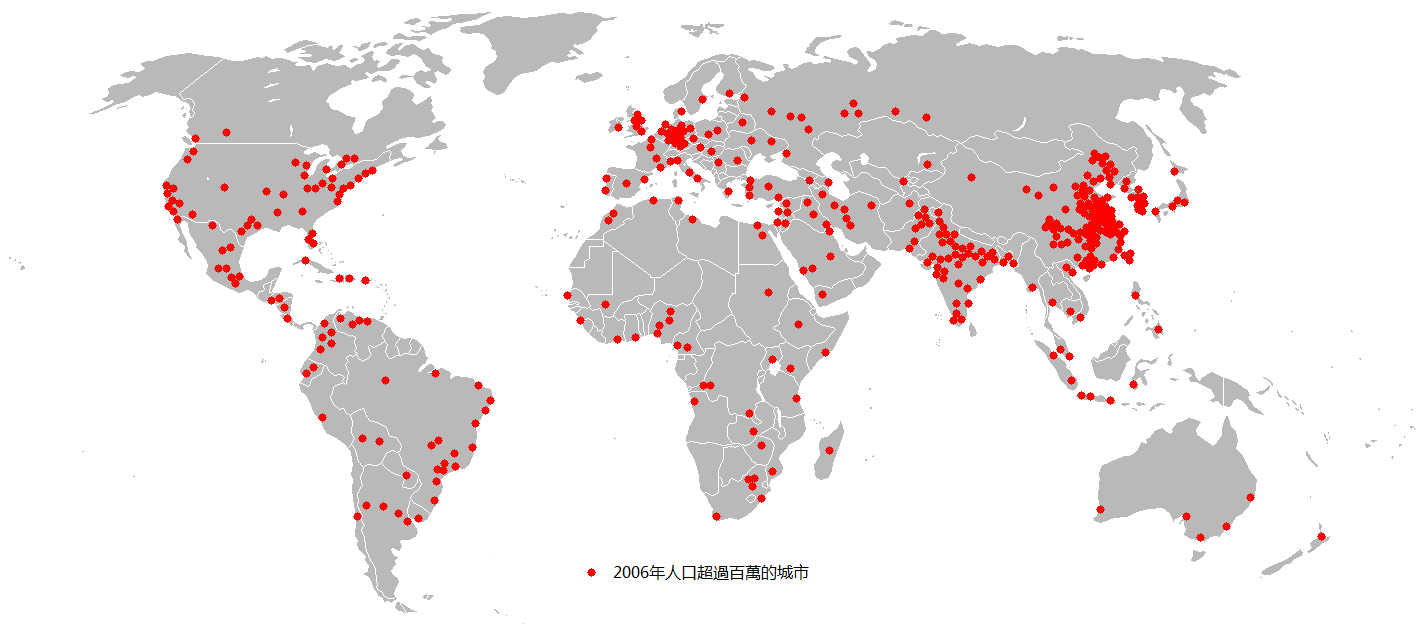
地圖顯示了2006年全世界所有超過一百萬人口的居民點。1800年，僅有3%的人口生活在城市；2000年增加到47%；2010年增加到50.5%。2050年，這個數字會進一步升到70%。

随着农业革命与工业革命的展开，人们的生活水平提高，死亡率下降，婴儿存活率大幅上升，人均寿命也有所延长。以英国为例，1730－1749年，英国有74.5%的儿童在五岁前即夭折，在1810-1829年，这一数字降为31.8%。1700年起欧洲人口开始剧烈上升，到1900年已经达到4亿，比1700年的一亿人翻了四倍。而1900年时的欧洲人口占了全世界人口约36%。
在19世纪，强制种痘已经在西方国家展开，而医疗卫生设备也在这些地方普及开来，西方国家人口增长速度也不断上升。英国的人口更是每五十年便增加一倍。1801年，英国有830万人；在1901年，人口增加到3,050万人；而在2006年，则有超过六千万人。美国的人口也从1800年的530万增长到1920年的1.06亿。在2010年，美国已经有超过3.07亿人。
二十世纪初和中叶的苏联人口经历了较大起伏。由于持续不断的战争，截止到1945年二战结束，苏联丧失了约九千万人。随后苏联的人口平稳增长，但从二十世纪九十年代起，苏联解体后的俄罗斯人口又陷入停滞。2012年俄罗斯有1.43亿，比1991年的1.48亿有所减少，如果人口发展形势不变，到了2050年，更会降到1.07亿。
第二次世界大战后，由于世界进入相对和平的时期，科技、医疗水平持续改善，许多发展中国家的人口增长十分迅速。这些国家主要来自亚洲、非洲和拉丁美洲。以中国为例，1850年的清朝约有4.3亿人，1953年中国共产党基本完成土地革命时有5.8亿人。尽管战争不断，一百多年间人口还是增长了1.5亿。从五十年代起，中国的人口也迅猛增长，1982年人口普查显示中国人口超过十亿，最终在2021年达到14.12亿的峰值；现今，中国有超过14亿人口，庞大的人口数迫使中国政府实行计划生育政策以减缓人口增长，最终中国人口在2022年出现负增长。世界第二多人口的印度在1750年约有1.25亿人，1941年达到3.89亿；而2012年末印度已经有超过13亿人口。2023年4月末，印度人口数量达到14.2亿，超过中国成为世界第一人口大国。印尼爪哇地区的人口从1815年的五百万人升到当前的1.3亿人。墨西哥的人口从1900年的1,300万增长到2009年的1.12亿。非洲的肯尼亚人口也从1920年的290万增长到当前超过3,700万。 
进入二十一世纪，随着许多发展中国家的经济、教育水平提高，这些国家不约而同地出现了人口增长放缓的迹象。这主要体现在出生率开始下降，并由之而来的老龄化趋势与死亡率上升。在一些发达地区（例如日本、德国），人口已经开始逐渐减少。

### 人口程碑
现在估计世界在1804年左右突破9亿人。随后用了大约123年于1927年突破18亿；紧接着在1960年突破了30亿大关，这期间仅用了33年，而且中間還發生重大戰爭；1974年，世界人口花了14年突破40亿；1987年花了13年突破50亿；1999年花了12年突破60亿；联合国的数据显示2011年10月世界人口突破70亿；而美国人口调查局则显示全世界在2012年突破70亿人，距离1999年里程碑花了约13年；聯合國預計2022年11月15日世界人口達到80億人，距離70億人口里程碑花了10年。
| 此图显示全世界从公元前一万年到公元2010年的人口数，可以看出十八世纪以来世界人口增长极快。 |                                                                                  |
|                                                                                          |                                                                                  |
|                                                                                          | 由于技术原因，此旧版图表已停用，並須迁移至新版图表。造成您的不便，我們深表歉意。 |

下表显示各大洲历史上的人口分布状况。长期以来亚洲一直是拥有最多人口的大洲，但近年来非洲人口增长也十分迅速，并已经超过欧洲。欧洲的人口增长在近年已经十分缓慢，甚至趋于零。
| 年份    | 世界    | 非洲    | 亞洲    | 歐洲   | 拉丁美洲* | 北美地区* | 大洋洲 |        |
| ------- | ------- | ------- | ------- | ------ | --------- | --------- | ------ | ------ |
| 前70000 | < 100   |         |         |        |           |           |        |        |
| 前10000 | 100     |         |         |        |           |           |        |        |
| 前9000  | 300     |         |         |        |           |           |        |        |
| 前8000  | 500     |         |         |        |           |           |        | [ 80 ] |
| 前7000  | 700     |         |         |        |           |           |        |        |
| 前6000  | 1,000   |         |         |        |           |           |        |        |
| 前5000  | 1,500   |         |         |        |           |           |        |        |
| 前4000  | 2,000   |         |         |        |           |           |        |        |
| 前3000  | 2,500   |         |         |        |           |           |        |        |
| 前2000  | 3,500   |         |         |        |           |           |        |        |
| 前1000  | 5,000   |         |         |        |           |           |        | [ 80 ] |
| 前500   | 10,000  |         |         |        |           |           |        | [ 80 ] |
| 1       | 20,000  |         |         |        |           |           |        |        |
| 1000    | 31,000  |         |         |        |           |           |        |        |
| 1750    | 79,100  | 10,600  | 50,200  | 16,300 | 1,600     | 200       | 200    |        |
| 1800    | 97,800  | 10,700  | 63,500  | 20,300 | 2,400     | 700       | 200    |        |
| 1850    | 126,200 | 11,100  | 80,900  | 27,600 | 3,800     | 2,600     | 200    |        |
| 1900    | 165,000 | 13,300  | 94,700  | 40,800 | 7,400     | 8,200     | 600    |        |
| 1950    | 251,863 | 22,121  | 139,849 | 54,740 | 16,710    | 17,162    | 1,281  |        |
| 1955    | 275,582 | 24,675  | 154,195 | 57,518 | 19,080    | 18,688    | 1,426  |        |
| 1960    | 298,166 | 27,740  | 167,434 | 60,140 | 20,930    | 20,415    | 1,589  |        |
| 1965    | 333,487 | 31,374  | 189,942 | 63,403 | 25,045    | 21,957    | 1,766  |        |
| 1970    | 369,249 | 35,728  | 214,312 | 65,586 | 28,486    | 23,194    | 1,944  |        |
| 1975    | 406,811 | 40,816  | 239,751 | 67,554 | 32,191    | 24,343    | 2,156  |        |
| 1980    | 443,468 | 46,962  | 263,234 | 69,243 | 36,140    | 25,607    | 2,283  |        |
| 1985    | 483,098 | 54,181  | 288,755 | 70,601 | 40,147    | 26,946    | 2,467  |        |
| 1990    | 526,359 | 62,244  | 316,781 | 72,158 | 44,153    | 28,355    | 2,668  |        |
| 1995    | 567,438 | 70,746  | 343,005 | 72,741 | 48,110    | 29,944    | 2,892  |        |
| 2000    | 607,058 | 79,567  | 367,974 | 72,799 | 52,023    | 31,592    | 3,104  |        |
| 2005    | 645,363 | 88,796  | 391,751 | 72,472 | 55,828    | 33,216    | 3,299  |        |
| 2010    | 683,059 | 101,296 | 411,963 | 72,708 | 59,095    | 34,412    | 3,510  | [ 81 ] |
| 2015    | 734,800 |         |         |        |           |           |        |        |
| 2020    | 776,400 |         |         |        |           |           |        |        |
| 2022    | 800,000 |         |         |        |           |           |        |        |
| 年份    | 世界    | 非洲    | 亞洲    | 歐洲   | 拉丁美洲* | 北美地区* | 大洋洲 |        |

*。北美地区包括北美洲北部的國家和地區：加拿大、美國、格陵蘭、百慕大及圣皮埃尔和密克隆群岛。拉丁美洲包括中美洲的國家（墨西哥、加勒比海沿岸国家等）及南美洲的國家。
| 年份                 | 1750 | 1800 | 1850 | 1900 | 1950 | 1999 | 2008 |
| -------------------- | ---- | ---- | ---- | ---- | ---- | ---- | ---- |
| 世界                 | 100  | 100  | 100  | 100  | 100  | 100  | 100  |
| 非洲                 | 13.4 | 10.9 | 8.8  | 8.1  | 8.8  | 12.8 | 14.5 |
| 亞洲                 | 63.5 | 64.9 | 64.1 | 57.4 | 55.6 | 60.8 | 60.4 |
| 歐洲                 | 20.6 | 20.8 | 21.9 | 24.7 | 21.7 | 12.2 | 10.9 |
| 拉丁美洲及加勒比海 * | 2.0  | 2.5  | 3.0  | 4.5  | 6.6  | 8.5  | 8.6  |
| 北美地区*            | 0.3  | 0.7  | 2.1  | 5.0  | 6.8  | 5.1  | 5.0  |
| 大洋洲               | 0.3  | 0.2  | 0.2  | 0.4  | 0.5  | 0.5  | 0.5  |

### 人口数量

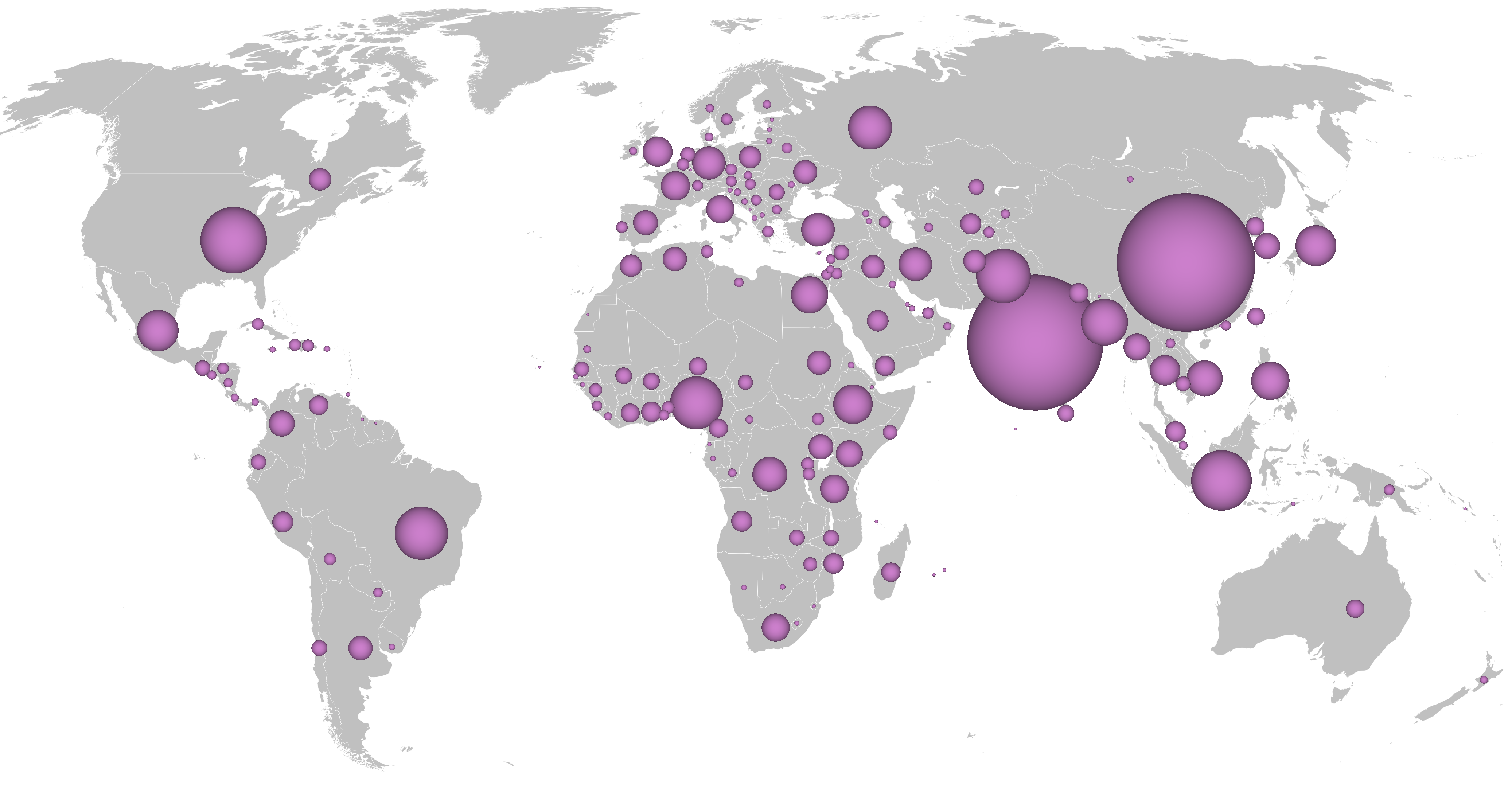
2021年世界国家人口地图。

印度是当今世界人口最多的国家，紧追其后的是中华人民共和国，这两国都超过14亿人口；而后的是美国、印尼、巴西、巴基斯坦、尼日利亚、孟加拉、俄罗斯和墨西哥。
| 排名 | 国家           | 人口          | 数据日期      | 占全球人口百分比 | 来源 （官方或聯合國） |
| ---- | -------------- | ------------- | ------------- | ---------------- | --------------------- |
| 1    | 印度           | 1,420,200,000 | 2024年1月1日  | 17.28%           | [ 83 ]                |
| 2    | 中华人民共和国 | 1,409,670,000 | 2024年1月1日  | 17.15%           | [ 84 ]                |
| 3    | 美国           | 335,890,000   | 2024年1月1日  | 4.09%            | [ 85 ]                |
| 4    | 印度尼西亞     | 279,120,000   | 2023年7月1日  | 3.4%             | [ 86 ]                |
| 5    | 巴基斯坦       | 241,500,000   | 2023年3月1日  | 2.94%            | [ 87 ]                |
| 6    | 奈及利亞       | 216,780,000   | 2022年3月21日 | 2.64%            | [ 88 ]                |
| 7    | 巴西           | 203,060,000   | 2022年8月1日  | 2.47%            | [ 89 ]                |
| 8    |                | 169,830,000   | 2022年6月15日 | 2.07%            | [ 90 ]                |
| 9    | 俄羅斯         | 146,420,000   | 2023年1月1日  | 1.78%            | [ 91 ]                |
| 10   | 墨西哥         | 129,410,000   | 2023年10月1日 | 1.57%            | [ 92 ]                |

截至2024年1月，约45.5亿人居住在这10个国家，占全球人口的56％左右。约有41亿人居住在七个人口最多的国家，占世界人口的一半。

### 人口密度
世界上不同地区的人口稠密程度分佈並不均勻。以東亞、东北亚及南亞为首的亚洲季风区、歐洲平原、北美洲東部是世界上人口最稠密的地方。因为这些地方有较多的河谷低地，容易生产粮食，气候也适宜人类居住。而在兩極地區、沙漠、高山、高原、熱帶雨林等地方，因为寒冷、干旱、地势险峻、潮湿等不适合人类居住的因素存在，人口十分稀疏。
在亚洲，東北亞太平洋沿岸、中國東部沿海地区、東南亞和南亞印度地区占有全世界50%以上的人口，然而却由于国家数量少而在联合国仅拥有10%的投票权；欧洲人口主要集中在西歐平原及義大利北部；北美洲人口大多集中在美國東部、加拿大東南部和美国西海岸的加利福尼亚州等地；拉丁美洲人口集中在墨西哥高原、巴西東南沿海平原以及阿根廷東北部的大西洋沿岸地区；非洲人口主要集中在地中海沿岸、尼羅河下游平原和几内亚湾沿岸。大洋洲人口则聚集在澳大利亚東南沿海的平原上。这些地区所拥有的共同点是气候适宜、交通便利、资源丰富。
在国家方面，一些面积较小的发达国家人口的密度相当高，例如欧洲的一些诸如荷兰等小国家。相反的是，一些大面积国家，例如加拿大和俄罗斯，则由于领土广阔，平均人口密度十分低下。然而，即使是同一国家，不同地区的人口密度也有很大不同。在某些特别发达的城市和经济圈，人口也十分稠密。而沙漠、极地和高山地区人口则十分稀少。以中国为例，绝大多数人口都集中在东部地区黑河-腾冲线以东，而西部的青藏高原则地广人稀。拥有700多万人口的香港在2011年的人口密度就达到了每平方公里6,544人，远超中国平均水平。俄罗斯虽然平均人口密度较低，但欧洲俄罗斯的一些地区人口密度则相当高，而在远东的一些地区则几乎无人居住。总的来说，人口的密度很大程度取决于生活环境、气候状况和资源是否丰富，因此世界上大多数人口都生活在海岸线、河流附近的平原或盆地上。这些地方的人口密度总是比较高。

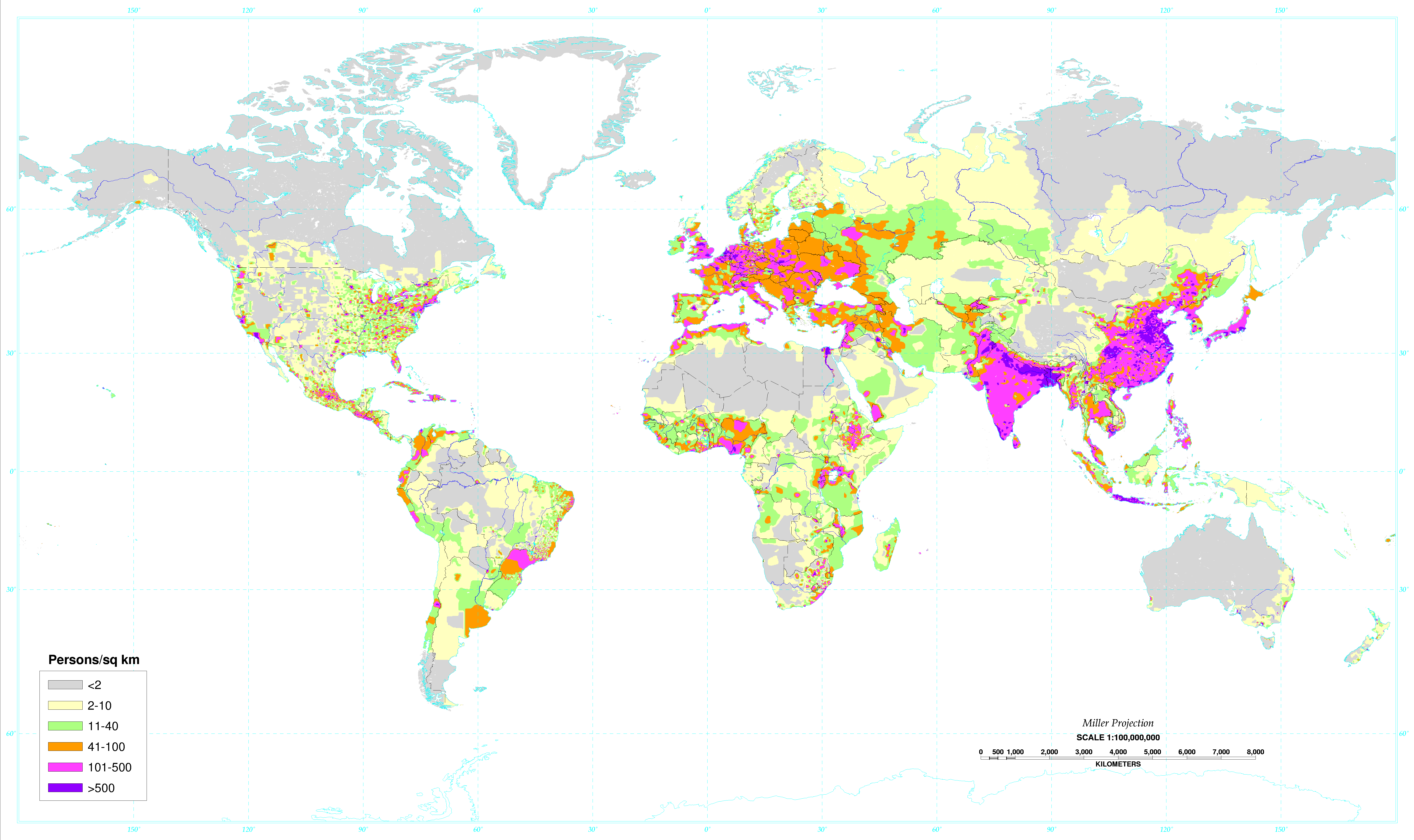
1994年的世界人口密度图，2000年製作。

| 排名 | 国家与地区 | 人口          | 面积（km2） | 人口密度 （每平方公里人口） |
| ---- | ---------- | ------------- | ----------- | --------------------------- |
| 1    | 新加坡     | 5,535,000     | 710         | 7796                        |
| 2    |            | 162,480,000   | 143,998     | 1128                        |
| 3    | 中華民國   | 23,590,744    | 36,193      | 652                         |
| 4    | 黎巴嫩     | 5,988,000     | 10,452      | 573                         |
| 5    |            | 50,801,405    | 99,538      | 510                         |
| 6    | 卢旺达     | 11,553,188    | 26,338      | 439                         |
| 7    |            | 11,552,561    | 27,816      | 415                         |
| 8    | 荷蘭       | 17,120,000    | 41,526      | 412                         |
| 9    | 海地       | 11,078,033    | 27,065      | 409                         |
| 10   | 印度       | 1,316,170,000 | 3,287,240   | 400                         |

| 排名 | 国家与地区 | 人口          | 面积（km2） | 人口密度 （每平方公里人口） |
| ---- | ---------- | ------------- | ----------- | --------------------------- |
| 1    | 印度       | 1,344,270,000 | 3,287,240   | 409                         |
| 2    | 巴基斯坦   | 203,890,000   | 803,940     | 254                         |
| 3    |            | 166,160,000   | 143,998     | 1154                        |
| 4    | 日本       | 126,420,000   | 377,873     | 335                         |
| 5    | 菲律賓     | 107,300,000   | 300,000     | 358                         |
| 6    | 越南       | 94,660,000    | 331,689     | 285                         |
| 7    | 英国       | 66,040,229    | 243,610     | 271                         |
| 8    |            | 51,635,256    | 99,538      | 519                         |
| 9    | 中華民國   | 23,577,488    | 36,193      | 651                         |
| 10   | 斯里蘭卡   | 21,670,000    | 65,610      | 330                         |

## 曾經生活過的人類數量
據估計，有史以來人類總數約為1000億。此類估計只能是粗略的近似值，因為即使是現代人口估計也存在約3%至5%的不確定性。 Kapitsa (1996) 所引用的估計值介於800億至1500億之間。人口參考資料組織(PRB) 估計，截至2020年，全球人口總數為1170億，估計當前世界人口占公元前19萬年以來所有人類的6.7%。Haub (1995) 編制了另一個數據，並於2002年和2011年進行了更新；2011年的數據約為1070億。 Haub認為，這個估計值需要「選擇從古代到現在不同時期的人口規模，並將假設的出生率應用於每個時期」。
可靠的人口數據僅存在於最近兩三個世紀。直到18世紀末，很少政府進行過準確的人口普查。在早期的許多嘗試中，例如在古埃及和波斯帝國，重點僅在於統計一小部分人口，用於徵稅或服兵役。 因此，在估算古代全球人口時存在很大的誤差。
前現代嬰兒死亡率是此類估算的另一個關鍵因素；由於缺乏準確的記錄，古代的嬰兒死亡率很難估算。 Haub（1995）估計，大約40%的曾經活過的人活不過一歲生日。 Haub還指出，“在人類歷史的大部分時間裡，出生時的預期壽命平均可能只有10歲左右”，這與成年後的預期壽命不可混淆。後者同樣取決於時期、地點和社會地位，但計算的平均值約為30歲以上。
美國國家懲教研究所估計，到 2050 年，有史以來人口數量將上升到 1,210 億，比 2021 年的估計數多 40 億。

## 未来人口

各国总和生育率图。越偏红、紫色的国家，总和生育率就越高，人口增长速度通常也就越快。

总的趋势看来，世界人口增长在逐渐放缓，但出生率变化、潜在的战争等太多不可预测的因素存在，未来世界究竟会有多少人变得甚难预测。不同统计方法总是会获得截然不同的结果。以2050年的人口预测为例，当前不同预测机构得出的结论是介于75亿至105亿间，联合国在2009年曾预测2050年世界人口将达到91.5亿；然而在2013年上调这数字到96亿 ；并在2017年上调到98亿 。
而美国人口调查局估测2050年世界将有大约92.5亿人。然而人口预测有太多不确定因素，这些预测都仅能作参考。有些国家人口出生率下降的比预计的快。以中国为例，中国在过去数十年间的人口增长率低于预期，因此导致联合国对中国的未来人口峰值预测不断下调，从最初的超过15亿人下调到不到14亿。
而从各洲的状况来看，非洲在未来数十年人口将会持续以较快速度增长，并成为世界人口增长的主要驱动力量。除了欧洲之外的其它各洲的人口也将显著增长，同时多数发展中国家也将经历大规模城市化，大量人口将往大城市聚集。

### 人口爆炸
过去数十年来，工業化和糧食生產技術進步，全球多數地方的出生率上升，加上醫學科技發達導致死亡率大為下降，世界人口出現快速且大量的增長，科學家稱此種人口自然增加率大幅增加的現象為“人口爆炸”。这一现象在1970年代的中国、当今的印度和一些非洲国家非常明显。人口过快增长使得人类对各类资源的需求加大，对整个生态环境而言都是一种负担，更可带来環境污染、资源枯竭等问题。因此现今许多国家都在试图控制人口的增长，降低生育率。虽然总的来看大多数国家的人口增长率都在自然地逐年下降，一部分国家仍然以政府强制执行等方式干预人口增长。但这一举措可能更带来年轻人口数锐减，加剧对人口老龄化的担忧。而日本和俄罗斯等部分发达国家與新興工業化國家则面临人口过少的问题，这些国家的老龄人口占总人口的比重已经非常大，已经制约了这些国家的经济发展。

## 外部連結
- http://countrymeters.info/ct/World （页面存档备份，存于）

1. ↑  不包括墨西哥、中美洲和加勒比地区，这些地区在此处被归入拉丁美洲。
2. ↑  《南极条约体系》限制了各国在南极洲的领土主张的性质。在南极洲的领土主张中，罗斯属地的人口最多。